# Maksym Kremenczucki
Maksym Łeonidowycz Kremenczucki, ukr. Максим Леонідович Кременчуцький (ur. 25 stycznia 1986 roku w Kreminnej, w obwodzie ługańskim) – ukraiński piłkarz, grający na pozycji pomocnika.

## Kariera piłkarska
Wychowanek ŁWUFK Ługańsk, barwy którego bronił w juniorskich mistrzostwach Ukrainy (DJuFL). W 2003 został piłkarzem Zorii Ługańsk. Karierę piłkarską rozpoczął w 2003 roku w farm klubie Awanhard-Inter Roweńki. Wiosną 2005 grał na zasadach wypożyczenia w klubie Oswita Borodzianka. Latem 2007 przeszedł do Wołyni Łuck, ale rozegrał tylko 2 mecze i następnego lata odszedł do Heliosu Charków. Na początku 2009 został zaproszony do FK Ołeksandrija, w barwach którego zdobył awans do Premier-lihi. Na początku stycznia 2012 opuścił klub z Oleksandrii. W marcu 2012 został piłkarzem klubu Naftowyk-Ukrnafta Ochtyrka.

## Sukcesy i odznaczenia

### Sukcesy klubowe
- mistrz Pierwszej Lihi: 2011